# Il mistero del Guggenheim
Il mistero del Guggenheim (The Guggenheim Mystery) è un romanzo scritto da Robin Stevens, basato su un'idea di Siobhan Dowd.
Pubblicato nel 2017, è il sequel di Il mistero del London Eye.

## Trama
Un quadro scomparso e una città nuova per il dodicenne Ted Spark... La madre di Salim, zia Gloria, ora lavora al museo del Guggenheim e ad un certo punto la accusano del furto di un quadro, a cui però lei non c'entra nulla, così Ted, insieme alla sorella Kat e al cugino Salim proveranno a risolvere il mistero prima che sia troppo tardi.